# Pallieterlandroute
De Pallieterlandroute is een bewegwijzerde toeristische autoroute in Vlaanderen. De 141 kilometer lange route was bewegwijzerd met zeshoekige blauwwitte borden en is vernoemd naar Felix Timmermans' roman Pallieter. De route doet Lier, Duffel, Berlaar, Hulshout, Herselt, Westerlo, Herentals aan.